# El Carmen (Cile)
El Carmen è un comune del Cile della provincia di Diguillín Regione di Ñuble. Al censimento del 2002 possedeva una popolazione di 12.845 abitanti.

## Società

### Evoluzione demografica
| Censimento del 1992 | Censimento del 2002 |
| 14.161 ab.          | 12.845 ab.          |